# Crucianella divaricata
Crucianella divaricata är en måreväxtart som beskrevs av Evgenii Petrovich Korovin. Crucianella divaricata ingår i släktet Crucianella och familjen måreväxter. Inga underarter finns listade i Catalogue of Life.